# Extraliga (Slowakei) 2004/05
Die Spielzeit 2004/05 der ST extraliga war die zwölfte reguläre Austragung der höchsten Spielklasse des Eishockey in der Slowakei. Im Playoff-Finale setzte sich der HC Slovan Bratislava mit 4:3 gegen den HKm Zvolen durch und gewann damit den fünften slowakischen Meistertitel der Vereinsgeschichte. Der letztjährige Aufsteiger HK Spartak Dubnica hingegen erreichte in der regulären Saison nur den letzten Platz, so dass er an der Relegation gegen einen Vertreter der 1. Liga teilnehmen musste. Dort traf Dubnica auf den HC Topolčany, der mit 4:2 besiegt wurde.

## Hauptrunde
Die Saison 2004/05 der slowakischen Extraliga war vor allem durch die Rückkehr vieler NHL-Stars geprägt. Aufgrund des Lockouts unterschrieben viele Spieler Verträge bei ihren Heimatklubs in Europa. Die slowakischen Vereine hatten jedoch das Problem, dass sie finanziell nicht mit Vereinen aus Schweden, Deutschland oder Tschechien mithalten konnten, so dass einige slowakische Spieler nur kurz in die Slowakei zurückkehrten, um dann im Laufe der Saison lukrativere Verträge im Ausland zu unterschreiben.

### NHL-Spieler in der Slowakei
- HC Dukla Trenčín: Marián Gáborík, Pavol Demitra und Marián Hossa
- HKm Zvolen: Richard Zedník, Michal Handzuš und Vladimir Országh
- HC Slovan Bratislava: Miroslav Šatan, Ľubomír Višňovský, kurzzeitig Brad Isbister und Richard Matvichuk
- HC Košice: Martin Cibák, Jiří Bicek, Ladislav Nagy
- HK ŠKP Poprad: Peter Bondra
- HK 36 Skalica: Žigmund Pálffy

### Tabelle
| Pl. | Mannschaft               | Sp | S  | OTS | U  | OTN | N  | Torv.   | Pkt |
| --- | ------------------------ | -- | -- | --- | -- | --- | -- | ------- | --- |
| 1.  | HC Slovan Bratislava     | 54 | 34 | 0   | 5  | 2   | 13 | 184:115 | 73  |
| 2.  | HC Dukla Trenčín         | 54 | 31 | 1   | 7  | 1   | 14 | 200:127 | 69  |
| 3.  | HKm Zvolen               | 54 | 31 | 5   | 4  | 1   | 13 | 185:128 | 66  |
| 4.  | HC Košice                | 54 | 29 | 1   | 6  | 2   | 16 | 156:124 | 64  |
| 5.  | HK Nitra                 | 54 | 26 | 1   | 7  | 2   | 18 | 152:146 | 59  |
| 6.  | MsHK Žilina              | 54 | 23 | 3   | 4  | 0   | 24 | 148:138 | 50  |
| 7.  | HK ŠKP Poprad            | 54 | 19 | 2   | 11 | 1   | 21 | 133:134 | 49  |
| 8.  | MHk 32 Liptovský Mikuláš | 54 | 18 | 1   | 8  | 1   | 26 | 139:166 | 44  |
| 9.  | HK 36 Skalica            | 54 | 11 | 0   | 6  | 2   | 35 | 129:205 | 28  |
| 10. | HK Spartak Dubnica       | 54 | 4  | 0   | 2  | 2   | 46 | 93:236  | 10  |

## Playoffs
Die Play-Offs wurden im Modus “Best of Seven” ausgespielt.
|  | Viertelfinale           | Viertelfinale        |                  |                      | Halbfinale        | Halbfinale |  |  | Finale | Finale |
|  |                         |                      |                  |                      |                   |            |  |  |        |        |
|  |                         |                      |                  |                      |                   |            |  |  |        |        |
|  | HC Košice               | 4                    |                  |                      |                   |            |  |  |        |        |
|  | HC Košice               | 4                    |                  |                      |                   |            |  |  |        |        |
|  | MHK Nitra               | 1                    |                  |                      |                   |            |  |  |        |        |
|  | MHK Nitra               | 1                    | HC Košice        | 1                    |                   |            |  |  |        |        |
|  |                         |                      | HC Košice        | 1                    |                   |            |  |  |        |        |
|  |                         | HKm Zvolen           | 4                |                      |                   |            |  |  |        |        |
|  | HKm Zvolen              | HKm Zvolen           | 4                | 4                    |                   |            |  |  |        |        |
|  | HKm Zvolen              |                      |                  | 4                    |                   |            |  |  |        |        |
|  | HK 32 Liptovský Mikuláš | 1                    |                  |                      |                   |            |  |  |        |        |
|  |                         |                      | HKm Zvolen       | 3                    |                   |            |  |  |        |        |
|  |                         |                      |                  | HC Slovan Bratislava | 4                 |            |  |  |        |        |
|  | HC Dukla Trenčín        | 4                    |                  |                      |                   |            |  |  |        |        |
|  | ŠKP Žilina              | 1                    |                  |                      |                   |            |  |  |        |        |
|  | ŠKP Žilina              | 1                    | HC Dukla Trenčín | 3                    |                   |            |  |  |        |        |
|  |                         |                      | HC Dukla Trenčín | 3                    | Spiel um Platz 3  |            |  |  |        |        |
|  |                         | HC Slovan Bratislava | 4                |                      |                   |            |  |  |        |        |
|  | HC Slovan Bratislava    | HC Slovan Bratislava | 4                | 4                    | nicht ausgespielt |            |  |  |        |        |
|  | HC Slovan Bratislava    |                      |                  | 4                    | nicht ausgespielt |            |  |  |        |        |
|  | HK Poprad               | 1                    |                  |                      |                   |            |  |  |        |        |
|  | HK Poprad               | 1                    |                  |                      |                   |            |  |  |        |        |
|  |                         |                      |                  |                      |                   |            |  |  |        |        |

### Finale
|          | Heimmannschaft | Endstand            | Gastmannschaft |
| -------- | --- | ------------------- | --- |
| 1. Spiel | HKm Zvolen 28:32 Erik Weissmann 44:07 Richard Zedník                                                                      | 2:3 (0:1, 1:1, 1:1) | HC Slovan Bratislava 4:35 Martin Bartek 32:57 Michal Hudec 55:32 Miroslav Šatan                                           |
| 2. Spiel | HKm Zvolen 03:59 Peter Bartoš 13:25 Daniel Babka 37:47 Vladimír Országh 44:59 Jaroslav Török                              | 4:1 (2:0, 1:0, 1:1) | HC Slovan Bratislava 48:19 Martin Kuľha                                                                                   |
| 3. Spiel | HC Slovan Bratislava 23:52 Roman Stantien 27:10 Ľubomír Višňovský 36:05 Martin Kuľha 44:45 Martin Kuľha 59:18 Peter Junas | 5:2 (0:1, 3:0, 2:1) | HKm Zvolen 04:47 Peter Klepáč 55:49 Ladislav Čierny                                                                       |
| 4. Spiel | HC Slovan Bratislava 14:16 Ivan Dornič 52:37 Michal Hudec                                                                 | 2:0 (1:0, 0:0, 1:0) | HKm Zvolen |
| 5. Spiel | HKm Zvolen 16:56 Vladimír Országh 20:40 Daniel Babka 23:27 Richard Zedník 37:35 Michal Handzuš 47:20 Richard Zedník       | 5:2 (1:0, 3:1, 1:1) | HC Slovan Bratislava 32:02 Zdeno Cíger, 50:17 Martin Hujsa                                                                |
| 6. Spiel | HC Slovan Bratislava 42:49 Ľubomír Višňovský                                                                              | 1:5 (0:2, 0:1, 1:2) | HKm Zvolen 15:17 Erik Weissmann 19:00 Richard Šechný 32:12 Vlastimil Plavucha 45:39 Erik Weissmann 51:35 Vladimír Országh |
| 7. Spiel | HKm Zvolen 54:22 Ladislav Čierny                                                                                          | 1:3 (0:1, 0:1, 1:1) | HC Slovan Bratislava 19:53 Martin Kuľha 23:46 Richard Kapuš 59:54 Miroslav Šatan                                          |

Der HC Slovan Bratislava schlug den HKm Zvolen in der Finalserie mit 4:3 und wurde somit Slowakischer Meister 2005.

### Meistermannschaft des HC Slovan Bratislava
| Torhüter      | Libor Barta, Pavol Rybár |
| Abwehrspieler | Ivan Dornič, Branislav Fábry, Daniel Hančák, Radoslav Hecl, Ján Horáček, Rudolf Jendek, Petr Pavlas, Karol Sloboda, Ján Tabaček, Ľubomír Višňovský, René Vydarený                                             |
| Stürmer       | Martin Bartek, Zdeno Cíger, Michal Hudec, Martin Hujsa, Branislav Jánoš, Peter Junas, Richard Kapuš, Michal Kokavec, Martin Kulha, Michal Macho, Tomáš Němčický, Roman Stantien, Juraj Sýkora, Miroslav Šatan |
| Trainer       | Miloš Říha, Miroslav Miklošovič, Rudolf Jurčenko |

## Relegation
In der Relegation traf der Hauptrunden-Letzte auf den HC Topolčany. Der Meister der 1. Liga, die zweite Mannschaft des HKm Zvolen, durfte nicht an der Relegation teilnehmen, so dass mit dem HC Topolčany der Vizemeister der 1. Liga an der Relegation teilnahm. In der Best-of-Seven Serie setzte sich am Ende der Extraligist aus Dubnica mit vier Siegen durch und verblieb damit in der höchsten Spielklasse. Allerdings verkaufte der Klub seine Lizenz nach der Saison an den MHC Martin und stieg damit freiwillig bis in die Amateurspielklasse ab.
- HK Spartak Dubnica – HC Topolčany 4:2

## Auszeichnungen
- Topscorer: Pavol Demitra (HC Dukla Trencín) 82 Scorerpunkte (28 Tore und 54 Assists)
- Bester Torschütze: Pavol Demitra mit 28 Toren
- Bester Torhüter: Libor Barta (HC Slovan): 1.97 GAA; 92,4 % Fangquote[1]

### Zlatý puk
Der Goldene Puck wird jährlich an die besten slowakischen Spieler weltweit vergeben.
- - Spieler des Jahres: Pavol Demitra (HC Dukla Trenčín)
  - Torhüter des Jahres: Ján Lašák (HC Pardubice)
  - Bester Stürmer: Marián Hossa (HC Dukla Trenčín / Mora IK)
  - Beliebtester Spieler (Fan-Voting):  Michal Handzuš (HKm Zvolen)
  - Trainer des Jahres: Miloš Říha (HC Slovan Bratislava)
  - Rookie des Jahres: Peter Ölvecký (HC Dukla Trencín)

### All-Star-Team
| Tor          | Karol Križan      | Karol Križan      | Karol Križan      | Karol Križan   | Karol Križan  | Karol Križan  |
| Verteidigung | Ľubomír Višňovský | Ľubomír Višňovský | Ľubomír Višňovský | René Vydarený  | René Vydarený | René Vydarený |
| Sturm        | Miroslav Šatan    | Miroslav Šatan    | Michal Handzuš    | Michal Handzuš | Pavol Demitra | Pavol Demitra |